# Per Mertesacker
Per Mertesacker (* 29. září 1984, Hannover , Německo) je bývalý německý fotbalový obránce, který naposledy oblékal dres anglického klubu Arsenal FC. Hrál na pozici stopera (středního obránce). Je mistrem světa z roku 2014.
Od roku 2018 působí jako trenér akademie Arsenalu.

## Mládí
Mertesacker se narodil a vyrůstal v Hannoveru, kde začal svou fotbalovou kariéru v místním klubu TSV Pattensen. Fotbal ho od raného věku přitahoval, což vedlo k jeho přesunu do Hannover 96. Zde se rychle rozvinul v talentovaného obránce, což upoutalo pozornost mnoha klubů v Německu. Jeho výjimečný výkon v mládežnických týmech Hannoveru mu brzy zajistil místo v seniorském týmu.

## Klubová kariéra

### Hannover 96
Per debutoval za Hannover 96 v roce 2003 a rychle si získal reputaci díky svému klidnému a disciplinovanému stylu hry. Po pouhých pár sezónách se stal stabilním hráčem základní sestavy a jeho defenzivní schopnosti pomohly týmu v Bundeslize dosáhnout dobrých výsledků. Jeho působení v Hannoveru mu otevřelo dveře do národního týmu, což podpořilo zájem ostatních německých klubů.

### Werder Bremen
V roce 2006 přestoupil Mertesacker do SV Werder Bremen, kde se rychle stal jedním z klíčových hráčů obrany. Ve Werderu se mu dařilo na klubové úrovni i v evropských soutěžích a jeho přínos byl zásadní při zisku Německého poháru DFB-Pokal v roce 2009. Během svého působení ve Werderu byl Mertesacker známý svou fyzickou hrou, schopností číst hru a spolehlivostí.

### Arsenal
Roku 2011 přestoupil Mertesacker do Arsenal FC, kde strávil sedm sezón. V Anglii se stal oblíbeným mezi fanoušky a přispěl k zisku tří FA Cupů. Mertesacker byl často chválen za svůj přístup k zápasům a vedoucí schopnosti na hřišti i mimo něj. Kvůli zraněním se jeho účast v některých sezónách snížila, ale i tak zůstal důležitou postavou týmu až do svého odchodu do důchodu v roce 2018.

## Reprezentační kariéra
Dne 10. září 2013 se jedním gólem v kvalifikačním utkání proti domácím Faerským ostrovům podílel na výhře 3:0, Německo se přiblížilo konečnému prvnímu místu v tabulce a tím pádem jistotě přímého postupu na Mistrovství světa 2014 v Brazílii.

Trenér Joachim Löw jej vzal na Mistrovství světa 2014 v Brazílii. Němci postoupili ze základní skupiny G se 7 body z prvního místa po výhře 4:0 s Portugalskem remíze 2:2 s Ghanou a výhrou 1:0 s USA. S týmem získal zlaté medaile po finálové výhře 1:0 proti Argentině. Po šampionátu v srpnu 2014 ukončil ve svých 29 letech reprezentační kariéru, celkem odehrál za německý A-tým 104 utkání a vstřelil 4 góly.

## Osobní život
Mertesacker je ženatý s bývalou mezinárodní házenkářkou Ulrike Stangeovou a mají spolu dvě děti. Aktivně se angažuje v charitativních projektech, především prostřednictvím své nadace Per Mertesacker Stiftung, která podporuje dětské sportovní programy a poskytuje prostředky dětským nemocnicím.

## Statistiky

### Klub
Aktualizováno k 1. 7. 2018
| Klub             | Sezóna           | Liga             | Liga   | Liga | Pohár  | Pohár | Ligový pohár | Ligový pohár | Evropa | Evropa | Ostatní | Ostatní | Celkem | Celkem |
| Klub             | Sezóna           | Divize           | Starty | Góly | Starty | Góly  | Starty       | Góly         | Starty | Góly   | Starty  | Góly    | Starty | Góly   |
| ---------------- | ---------------- | ---------------- | ------ | ---- | ------ | ----- | ------------ | ------------ | ------ | ------ | ------- | ------- | ------ | ------ |
| Hannover 96      | 2003/04          | Bundesliga       | 13     | 0    | 1      | 0     | —            | —            | —      | —      | —       | —       | 14     | 0      |
| Hannover 96      | 2004/05          | Bundesliga       | 31     | 2    | 4      | 1     | —            | —            | —      | —      | —       | —       | 35     | 3      |
| Hannover 96      | 2005/06          | Bundesliga       | 30     | 5    | 3      | 0     | —            | —            | —      | —      | —       | —       | 33     | 5      |
| Hannover 96      | Celkem           | Celkem           | 74     | 7    | 8      | 1     | —            | —            | —      | —      | —       | —       | 82     | 8      |
| Werder Brémy     | 2006/07          | Bundesliga       | 25     | 2    | 0      | 0     | 0            | 0            | 10     | 2      | —       | —       | 35     | 4      |
| Werder Brémy     | 2007/08          | Bundesliga       | 32     | 1    | 3      | 0     | 1            | 0            | 11     | 0      | —       | —       | 47     | 1      |
| Werder Brémy     | 2008/09          | Bundesliga       | 23     | 2    | 3      | 1     | —            | —            | 13     | 1      | —       | —       | 39     | 4      |
| Werder Brémy     | 2009/10          | Bundesliga       | 33     | 5    | 6      | 0     | —            | —            | 12     | 0      | —       | —       | 51     | 5      |
| Werder Brémy     | 2010/11          | Bundesliga       | 30     | 2    | 2      | 0     | —            | —            | 77     | 0      | —       | —       | 39     | 2      |
| Werder Brémy     | 2011/12          | Bundesliga       | 4      | 0    | 0      | 0     | —            | —            | —      | —      | —       | —       | 4      | 0      |
| Werder Brémy     | Celkem           | Celkem           | 147    | 12   | 14     | 1     | 1            | 0            | 53     | 3      | —       | —       | 212    | 15     |
| Arsenal FC       | 2011/12          | Premier League   | 21     | 0    | 1      | 0     | 0            | 0            | 5      | 0      | —       | —       | 27     | 0      |
| Arsenal FC       | 2012/13          | Premier League   | 34     | 3    | 3      | 0     | 1            | 0            | 6      | 0      | —       | —       | 44     | 3      |
| Arsenal FC       | 2013/14          | Premier League   | 35     | 2    | 6      | 1     | 1            | 0            | 10     | 0      | —       | —       | 52     | 3      |
| Arsenal FC       | 2014/15          | Premier League   | 35     | 0    | 4      | 2     | 0            | 0            | 9      | 0      | 0       | 0       | 48     | 2      |
| Arsenal FC       | 2015/16          | Premier League   | 24     | 0    | 3      | 0     | 2            | 0            | 6      | 0      | 1       | 0       | 36     | 0      |
| Arsenal FC       | 2016/17          | Premier League   | 1      | 0    | 1      | 0     | 0            | 0            | 0      | 0      | —       | —       | 2      | 0      |
| Arsenal FC       | 2017/18          | Premier League   | 6      | 1    | 1      | 1     | 1            | 0            | 3      | 0      | 1       | 0       | 12     | 2      |
| Arsenal FC       | Celkem           | Celkem           | 156    | 6    | 19     | 4     | 5            | 0            | 39     | 0      | 2       | 0       | 221    | 10     |
| Celkem v kariéře | Celkem v kariéře | Celkem v kariéře | 377    | 25   | 41     | 6     | 6            | 0            | 92     | 3      | 2       | 0       | 518    | 34     |